# ويسمة (داوود أباد)
ویسمة (بالفارسية: ویسمه) هي قرية تقع في إيران في قسم داوود أباد الريفي. يقدر عدد سكانها بـ 567 نسمة بحسب إحصاء 2016.